# Aufschneider
Aufschneider ist der Titel eines zweiteiligen österreichischen Fernsehfilms von David Schalko, der 2009 von Superfilm für den ORF und arte produziert wurde. Das Drehbuch stammt von Schalko und Josef Hader.

## Handlung
Der Film handelt vom Pathologen Prim. Dr. Fuhrmann, dessen verquere Lebensansichten immer wieder zum Vorschein kommen und ihn in seinem familiären wie auch beruflichen Umfeld anecken lassen und zu Problemen führen. Sein Gegenspieler in der Klinik ist der Chirurg Dr. Böck, der ihm stets in die Quere kommt. Daher strebt er danach, Dr. Böck einen Kunstfehler nachzuweisen.
Fuhrmann stellt den neuen Assistenten Winkler ein und seine Tochter Feli zieht von ihrer Mutter zu ihrem Vater. Feli wirft ein Auge auf Winkler, was ihrem Vater missfällt. Fuhrmanns Ex-Frau hat ausgerechnet mit Primar Dr. Böck, dem bevorzugten Hassobjekt von Dr. Fuhrmann, eine Affäre.
Wenig später entführt Fuhrmanns Kollegin Dr. Wehninger ihren toten Vater aus der Pathologie, um ihn nicht obduzieren zu müssen. Gemeinsam wird der Leichnam unter etlichen Umständen wieder zurückgebracht. Während dieser Aktion kommt es zu Annäherungen zwischen Fuhrmann und seiner Kollegin. Die Entführung des toten Vaters fliegt jedoch auf und Dr. Fuhrmann wird suspendiert. Dr. Böck operiert einem Gaddafi-Sohn das falsche Knie und wird ebenfalls suspendiert. Des Weiteren entdeckt Fuhrmanns Ex-Frau ihre Schwangerschaft, was ihre Beziehung zum Kindsvater Dr. Böck mehr und mehr belastet. Auch Fuhrmann ist von dieser Nachricht nicht begeistert. Hinzu kommt eine plötzliche Schwangerschaft von Tochter Feli. Während einer Liebesnacht mit Dr. Wehninger entdeckt Fuhrmann eine Veränderung an seiner Brust und versucht sich am nächsten Tag selbst zu operieren. Nachdem er dabei kollabiert, wird er von Dr. Böck gerettet. Der Knoten erweist sich als Zyste.
Als Nebenhandlung fungiert ein Handel mit Hornhäuten von Verstorbenen durch die beiden Gehilfen der Pathologie und die Bestatterin Anke.

## Produktion
Ursprünglich war geplant, die Sendung als 6-teilige Fernsehserie zu zeigen, allerdings entschied man sich doch für eine Filmversion. Die DVD zum Film erschien am 9. April 2010. Die Ausstrahlung der Filme fand am 13. und 16. April 2010 statt. Eine Fortsetzung ist, Informationen des ORF zufolge, nicht ausgeschlossen.
Während man im ORF im Vorspann eine männliche Leiche sieht, strahlt arte eine veränderte Fassung mit Mikroskopbildern aus. Außerdem wurde der Film außerhalb Österreichs stellenweise mit Untertiteln ausgestrahlt.

## Dreharbeiten
Die Dreharbeiten fanden von April bis Juni 2009 in Wien und Niederösterreich statt. Als „Margaretenspital“ fungierte das Gesundheitszentrum Wien-Süd der Wiener Gebietskrankenkasse am Wienerberg.
2013 wurde der Film für den Grimme-Preis nominiert.

## Rezeption
„Wo Hader draufsteht, ist eben viel Schwarzes drin“, schreibt Gerald Kleffmann in der Süddeutschen Zeitung. Selten komme Humor bissiger und sezierter daher als bei dem Hauptdarsteller und Kabarettisten. Josef Haders Performance im „kalten Neonlicht der Krankenhauswelt“ sei „die Krönung seines filmischen Schaffens“. Scharfsinnige Dialoge reihten sich aneinander, jeder Dialog sei ein Duell – der Rezensent fasst zusammen: „Hader schauen bedeutet fürs Leben lernen.“
„Eine abstruse Geschichte in einem ranzigen Gebäude“, meint Natalie Tenberg in der tageszeitung (taz). Wien erscheine als unlieblichster Ort überhaupt, wer dort lebe, müsse Macken haben. „Den Zuschauer freut es, weil es lustig ist“, schreibt die Autorin. „Und ein wenig erinnern einen die Personen trotz oder wegen ihrer Überzeichnung an Ärzte, die man mal kannte.“

## Auszeichnungen
- 2010: Erich-Neuberg-Preis
- 2011: Goldene Olive, bestes Drehbuch und bester Darsteller (Titel der OmU-Fassung: Carve the Joint); XVI. International TV Festival, Bar/Montenegro[6]